# 發佈管理
發布管理或作發行管理、釋出管理、上線管理，是透過不同階段和環境以管理、規劃、排程、和管制軟體構建的流程; 包括測試和部署軟體版本。

## 背景
發布管理是軟體工程領域一個相對較新但迅速發展的學科。隨著軟體系統、軟體開發過程、和資源變得越來越分散，它們總是變得更加專業化和複雜化。此外，軟體產品（尤其是網路應用程式）通常處於開發、測試、和發布的持續循環中，常常在日益複雜、不斷發展的平台上運行。這樣的系統需要專門的資源來監督開發、測試、部署、和支援的整合和流程。

## 與持續交付、DevOps、和敏捷軟體開發的關係
已經採用敏捷軟體開發的組織正在看到更多的版本。隨著敏捷開發的日益流行，被稱為持續交付的軟體版本的新方法，開始影響軟體如何從開發過渡到發布。持續交付和 DevOps 的一個目標是更快、更頻繁地發布更可靠的應用程式。應用程式從「構建」透過不同的環境移動到生產「發布」，是持續交付管道的一部分。發布經理開始利用諸如應用程式發布自動化和持續整合工具等工具來幫助推進持續交付流程，並通過自動執行任務來整合DevOps文化，從而使其可以更快、更可靠地完成，並且是可重複的。更多的軟體發布已經導致越來越依賴發布管理和自動化工具來執行這些複雜的應用程式發布流程。

## 與企業發布管理的關係
發布管理著重於從單一專案或相關專案集合從開發到測試和發布的過渡。企業發布管理（ERM）則側重於在較大型組織內協調各個發布。擁有多個應用程式開發群體的組織，可能需要經過數月或數年的高度協調的一系列發布，才能實現大規模系統。ERM 涉及多個發布經理協調一致的工作，在IT組合的背景下同步發布。

## 與ITIL/ITSM的關係
在使用資訊科技〈IT〉服務管理範式（特別是ITIL信息技術基礎架構庫框架）管理IT運營的組織中，將以ITIL概念和原則來指引發布管理。有幾個與發布管理相關的正式ITIL流程，主要是發布和部署管理流程（其目的是計劃、調度和、控制發佈到測試和生活環境的移動〉和變更管理流程。在ITIL組織中，發布的頻率往往低於敏捷開發環境。發布流程由IT運營團隊使用IT服務管理票務系統進行管理，而不太關注發布流程的自動化。

## 外部連結
- Project Management: Best Practices for IT Professionals （页面存档备份，存于）
- Release Management - Where to Start? （页面存档备份，存于）
- Release and Deployment Management in the ITIL Framework （页面存档备份，存于）
- Release Management Wiki - Compilation of Current Resources about All Aspects of Release Management
- Managing Software Projects By Frank F. Tsui （页面存档备份，存于）
- "Current Trends in Release Engineering 2016" - Academic Course by Software Construction Research Group, RWTH Aachen, Germany （页面存档备份，存于）